# Кошишола
Кошишола (порт. Coxixola) — муниципалитет в Бразилии, входит в штат Параиба. Составная часть мезорегиона Борборема. Входит в экономико-статистический микрорегион Карири-Осидентал. Население составляет 1719 человек на 2006 год. Занимает площадь 119,059 км². Плотность населения — 14,4 чел./км².

## Статистика
- Валовой внутренний продукт на 2003 год составляет 5 930 322,00 реалов (данные: Бразильский институт географии и статистики).
- Валовой внутренний продукт на душу населения на 2003 год составляет 3940,41 реалов (данные: Бразильский институт географии и статистики).
- Индекс развития человеческого потенциала на 2000 год составляет 0,639 (данные: Программа развития ООН).